# Darci Frigo
Darci Frigo es un activista de reforma agraria brasileño. En 2001 fue galardonado con el Premio Robert  F. Kennedy de derechos humanos.